# Паспорт гражданина Афганистана
Паспорт гражданина Афганистана используется исключительно для международных поездок. Действителен в течение 5 лет. С сентября 2011 года министерство иностранных дел Афганистана начало внедрять два типа компьютеризированных по британскому образцу удостоверений личности для афганских дипломатов и государственных служащих.
Всеобщее введение компьютеризированных удостоверений личности правительство страны оценивает в 101 миллион долларов США и планирует начать в 2012 году. Это приблизит паспортную систему страны к международным стандартам электронной паспортной системы. Предполагается, что замена позволит в будущем предотвратить нарушения на выборах, коррупцию и улучшит безопасность в стране.